# Ichneumon stigmatus
Ichneumon stigmatus är en stekelart som beskrevs av Tohru Uchida 1926. Ichneumon stigmatus ingår i släktet Ichneumon och familjen brokparasitsteklar. Inga underarter finns listade i Catalogue of Life.